# Peter Kürten
Peter Kürten (26. května 1883, Kolín nad Rýnem, Německé císařství – 2. července 1931, Kolín nad Rýnem, Výmarská republika) přezdívaný „Düsseldorfský vampír“ – byl německý sériový vrah.
Spolu s Fritzem Haarmannem a Karlem Denkem patří k nejhorším sériovým vrahům historie Německa. Byl deviantní v oblasti pedofilie, zoofilie a nekrofilie.

## Mládí
Kürten pocházel ze 13 dětí. Jeden čas početná rodina žila pouze v jedné místnosti. Jeho otec byl alkoholik a násilník a byl trestán vězením za znásilnění jedné ze svých dcer. Když přišel jednou opilý domů, přinutil svou ženu k souloži, na kterou se všechny děti musely dívat. Kürten ji však zhlédl jako docela zajímavou. V domě, ve kterém bydlel, se tehdy 8letý Kürten seznámil s mužem, který sbíral zaběhnuté psy a pak je trýznil. Kürtena dokonce naučil, jak se psi masturbují. Jako 9letý shodil z voru do Rýna svého kamaráda. Když druhý chlapec pro tonoucího kamaráda skočil, Kürten oba zatlačil pod vor a oni utonuli. Později se pokusil o pohlavní styk se sestrou, kterou znásilnil otec. První pohlavní styk provedl krátce nato – s další svou sestrou... Po dovršení 15 let se za krádež dostal poprvé do vězení. Za další trestnou činnost pobyl v kriminálech celkem 24 let – tedy plnou polovinu svého života. První vraždu v dospělosti spáchal 25. května 1913 v Kolíně. Při vloupání do hospody si v patře všiml spícího desetiletého děvčete. Znásilnil ji, škrtil a nakonec jí zabodl do krční tepny nůžky. Její rodiče přitom spali v přízemí. Na místě činu zanechal kapesník s iniciály P. K. Policie měla jasno – do vězení šel strýc nebohé holčičky Peter Klein.

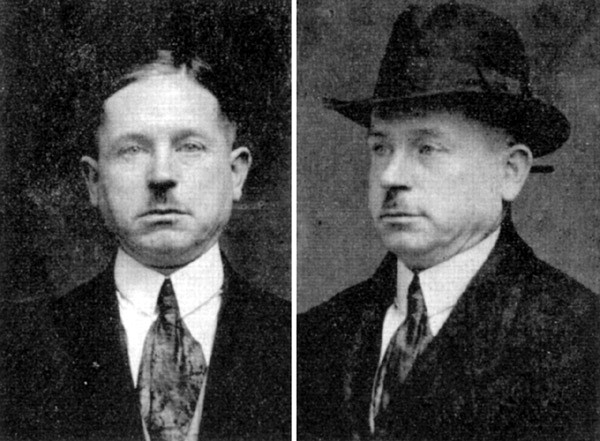
Jiný Kürtenův obrázek

## Polepšení
V roce 1921 se po posledním propuštění z vězení usadil Kürten v Altenburgu, oženil se a budil dojem spořádaného člověka. Později však tvrdil, že svou ženu nikdy nemiloval, oženil se jen, aby nebyl sám. Začal se dobře oblékat, svým vystupováním na veřejnosti budil důvěru, získal zaměstnání a dokonce se stal aktivním odborářem. Pravidelně dokonce navštěvoval bohoslužby. Po čtyřech letech se odstěhoval i se svou rodinou do Düsseldorfu. Opět si našel zaměstnání, získal si důvěru zaměstnavatelů a v místě bydliště měl pověst tichého muže s vybraným chováním.

## Návrat
Osm let držel Kürten své vášně na uzdě. Sérii sexuálních útoků však započal začátkem února 1929. V noci na osamělém místě napadl 50letou ženu, která se vracela domů. Nejdříve ženu sledoval, pak ji cestu zastoupil a příjemným hlasem ji pozdravil. Než žena stačila cokoliv říci, chytil ji za klopu kabátu a malými nůžkami ji bodl. Pak následovalo dalších 24 bodnutí. Díky náhodnému chodci, který přivolal lékařskou pomoc, žena útok přežila. Nebyla však schopna podat policii žádnou informaci k útočníkovi.
O několik dnů později bylo v blízkosti kostela, nedaleko od místa prvního útoku, nalezeno zohavené tělo malého děvčátka. Zemřelo na mnohačetná bodná zranění a lékaři zjistili, že se v tu dobu ještě neznámý pachatel pokusil děvčátko pohlavně zneužít. Po činu vrah polil její tělo hořlavinou a zapálil. Krátce nato – 12. února byla nalezena v příkopě u silnice mrtvola 45letého mechanika, který se vracel z hospody v podnapilém stavu domů. V jeho těle bylo nalezeno 24 bodných ran způsobených nůžkami. Tyto tři útoky byly živnou půdou pro tehdejší tisk, který ve spekulacích neznal míru. Obyvatele Düsseldorfu bez rozdílu věku tak zachvátil strach, který se vystupňoval, když policie musela přiznat, že nemá jedinou stopu k odhalení pachatele. Pobouření veřejnosti vzrostlo 2. dubna, kdy byla napadena mladá žena. Neznámý muž ji zezadu hodil na krk laso a strhl ji k zemi. Její křik však uslyšeli náhodní chodci, kteří ji přispěchali na pomoc. Pachatel se příchozích zalekl a z místa činu utekl. Ani tito svědkové nemohli poskytnou policii popis pachatele. Uvedli pouze to, že byl mladý a uměl dobře utíkat...
Z těchto skutečností policie vytvořila verzi, že pachatelem by mohl být mladý člověk, nejspíš maniak, který umí dobře utíkat. Tomuto profilu odpovídal duševně zaostalý epileptik, o kterém bylo známo, že když se k němu někdo přiblížil, okamžitě utekl. Mladý muž byl zatčen a ke všemu se s ochotou a radostí přiznal. Dokonce přiznal, že podpaloval stodoly a stohy slámy. Noviny pohotově informovaly své čtenáře o maniakovi, který děsil celé město. Jeden z titulků zněl: „Düsseldorfský netvor se přiznal“... Mnoho věcí však nesouhlasilo a chyběly důkazy. Přesto ho pro jistotu policie nechala umístit do psychiatrické léčebny. Veřejnost se zklidnila.
Po čtyřech měsících Peter Kürten zaútočil znovu, tentokrát s větší frekvencí. Vlna opětovného strachu zachvátila Düsseldorf po nálezu dvou děvčátek. Byly uškrceny a měly podřezaná hrdla. Den předtím byla napadena další žena, které tehdy ještě neznámý pachatel nabídl procházku. Když odmítla návrh k sexu, zasadil jí 14 ran nožíkem. Po půlroční léčbě se žena zotavila a policie ji zaměstnala jako písařku. Chtěla mít tuto ženu kdykoliv k dispozici, protože byla jediná, která byla schopna pachatele poznat. O několik měsíců později, 24. května 1930, skutečně při rekognici Petera Kurtena poznala a pomohla usvědčit.

## Kürtenův pád
Dne 14. května 1930 přicestovala do Düsseldorfu 21letá Marie Budlichová, původem Češka, která si našla v tomto městě práci. Na nádraží byla obtěžována nevalně vypadajícím bezdomovcem a protože o Düsseldorfském netvorovi slyšela, přijala nabídku mile vypadajícího muže, který bezdomovce zahnal a sám jí nabídl doprovod. Když ji doprovázel k domu, kde měla pracovat, chytil ji za krk a pokoušel se ve stoje o pohlavní styk. Na úpěnlivé prosby od útoku ustoupil. Když se muž ujistil, že si žena vůbec nepamatuje, kde všude byli, ženu odstrčil a odešel. Svou příhodu napsala dívka své přítelkyni, ale protože popletla adresu, dopis skončil na oddělení nedoručitelných zásilek. Poštovní úředník dopis otevřel a po přečtení jeho obsahu dopis předal policii. Detektivům se podařilo Marii Budlichovou vypátrat a ta je 24. května 1930 přivedla k domu neznámého muže. V bytě byla zadržena Kürtenova manželka. Na policii pak vypověděla, že den předtím se jí Kürten svěřil, že je právě oním mužem, hledaným policií celého Německa. Ještě ten den byl 47letý Kürten zatčen.
Obžaloba ho obvinila ze 48 zločinů, z toho 11 vražd dokonaných, 15 pokusů a 20 případů žhářství, včetně ublížení na zdraví.
23. dubna 1931 byl Kürten odsouzen k trestu smrti a 2. července mu srazila hlavu gilotina. Jeho poslední slova byla: „Chci slyšet šplouchnutí vlastní krve.“

## Film
Julius Ševčík o Peteru Kürtenovi natočil film Normal (2009) s Milanem Kňažkem v hlavní roli.
Často se uvádí, že příběhem a společenskou atmosférou, kterou v Německu vyvolal, se inspiroval rakouský režisér Fritz Lang ve filmu Vrah mezi námi (v originále M, 1931, v roli vraha Peter Loore), popisujícím společenskou paniku v době řádění sériového vraha. Lang však inspiraci jakýmkoli konkrétním případem popřel a hovořil spíše o jiných německých vrazích té doby, např. o Fritzi Haarmannovi a Karlu Großmannovi.
Německý seriál Specialisté na vraždy, který se věnuje profilování sériových vrahů, se případem Petera Kürtena inspiroval v díle Pokrevní pouto. Příběh epizody se točí kolem údajného vnuka, který vraždy předka napodobuje.